# 이집션 마우
이집션 마우(Egyptian Mau)는 이집트 고양이의 한 품종이다. 야생적인 반점과 고대 이집트의 벽화를 연상시키는 아이 라인, 이마 풍뎅이 마크 무늬가 특징이다.
작고 중간 크기의 짧은 머리 고양이과 동물이며 자연적으로 발견되는 몇 안 되는 길들여진 고양이 종들 중 하나이다. 
마우의 얼룩은 코트의 털 끝 부분에서만 생기며 희귀한 종으로 여겨진다

## 같이 보기
- 아라비안 마우